# Pimpinella commutata
Pimpinella commutata är en flockblommig växtart som först beskrevs av H.Wolff, och fick sitt nu gällande namn av Minosuke Hiroe. Pimpinella commutata ingår i släktet bockrötter, och familjen flockblommiga växter. Inga underarter finns listade i Catalogue of Life.